# Stefan Roloff
Stefan Roloff (nacido en 1953, Berlín - Alemania) es pintor y director de cine alemán. Stefan Roloff es pionero del videoarte y de la fotografía digital. Sus "Moving Paintings" (pinturas en movimiento) fueron predecesores del Morphing. Sus experimentos fundamentales con técnicas digitales en las áreas visuales influyeron a varios artistas como Peter Gabriel y predecieron las de otros como William Kentridge. Stefan Roloff vive y trabaja en New York y Berlín.

## Vida
Stefan Roloff estudió pintura en la Hochschule der Künste Berlin. En 1979 pasó un año en México, explorando la selva Lacandona, entre otros lugares. A partir de 1981 vive y trabaja en New York donde ha realizado tanto pinturas en óleo y temple como esculturas. Simultáneamente, en los 80, empezò a experimentar con medios nuevos. Invitado por el New York Institute of Technology y el músico Peter Gabriel trabajó en "Images II", un primer prototipo de los ordenadores visuales. El resultado lanzó un desarrollo de técnicas nuevas artísticas. Hoy Roloff es pionero del videoarte y de la fotografía digital.
A partir de 1982 Roloff expuso en New York, Tokio, Río de Janeiro, París, Berlín, Ámsterdam, Berna, Fráncfort del Meno, Boston y Bilbao.
En el 1999 Roloff realizó su primera película documental, “Seeds”. Para dicha película investigó la historia de una joven americana que en 1981, a la edad de 22 años, se suicidó en una celda de aislamiento en la cárcel de mujeres en West Virginia. Roloff combinó la película con una instalación titulada "Pence Springs Resort" – una reconstrucción tridimensional fotográfica a tamaño natural de la celda de aislamiento. En el 1995 el proyecto fue expuesto en Threadwaxing Space en Nueva York.
Entre 1998 y 2002, Roloff entrevistó a veinticuatro supervivientes de la Segunda Guerra Mundial y a colaboradores y parientes del Movimiento de Resistencia Rote Kapelle (Orquesta Roja), en el cual participó su padre Helmut Roloff. Después de presentar su película en Nueva York, las US Women Critics (críticas de los E.U.A.) la nominaron como mejor película extranjera del año 2005.
En el 1989 Roloff recibió una beca de la New York Foundation for the Arts por su obra digital. Después siguieron otras: En 1995 una de Art Matters, en 2002 del Jerome Foundation New York City Media Arts Program, en 2006 del BKM en Alemania y en 2007 del Massachusetts Foundation for the Humanities.
Con el músico Martin Rev Stefan Roloff colabora en un proyecto audiovisual que une imágenes y sonidos como idiomas internacionales.
Actualmente Stefan Roloff está preparando el guion de su próxima película.

## Exposiciones
- Life in the Death Zone, permanent video installation, Zeitgeschichtliches Forum, Leipzig, Germany (2018)
- Beyond the Wall, Westside Gallery Berlin, Germany (2017)
- Flight, Westwendischer Kunstverein Gartow, Germany (2017)
- Lindenhotel, permanent video installation, Lindenstrasse 54, Potsdam, Germany (2014)
- Chairing the Meeting, Kunsthalle Brennabor, Brandenburg an der Havel, Germany (2014)
- The Kindness of Strangers, Summerhall, Edinburgh, UK (2014)
- Life in the Death Zone, permanent video installation, Villa Schöningen, Potsdam, Germany (2013)
- Assimilating into Catastrophe, Kulturpark, Berlín (2012)
- 4 Video Projections, Ninna-ji, Kyoto, Japan (2011)
- Lindenhotel – Bob B. at Rencontres Internationals, Centre Pompidou, Paris, Museo Reina Sofia, Madrid, Haus der Kulturen, Berlín (2010 / 2011)
- XVII Rohkunstbau, Schloss Marquardt, Alemania (2010)
- Lindenhotel, Lindenstr. 54, Potsdam, Alemania (2010)
- Layers, Galerie Deschler, Berlín, Alemania (2009)
- Stefan Roloff, Pierogi Leipzig, Leipzig, Alemania (2008)
- Prinz Albrecht Str. 8, Altes Rathaus, Potsdam, Alemania (2007)
- Eins Plus Eins, SPI Potsdam, Potsdam, Alemania (2005)
- Altered States, Kunsthalle Osnabrück, Alemania (2004)
- So Into You, Galerie Deschler, Berlín, Alemania (2003)
- When 6 Is 9, Deutsch Amerikanisches Institut en Saarbrücken, Tübingen, Nürnberg, Alemania (2001/2002)
- When 6 Is 9, Galerie Deschler, Berlín, Alemania (1999)
- Pence Springs Resort, Thread Waxing Space, ciudad de Nueva York, E.U.A. (1995)
- Our Daily Planet, Casa de Cultura Basauri, Bilbao, España (1992)
- Stefan Roloff. 1982-1992,The Seed Hall, Tokio, Japòn (1992)
- Niveles, Palau Solleric, Palma de Mallorca, España (1991)
- Methamorphosis, Casa de Cultura Laura Alvim, Río de Janeiro, Brasil (1990)
- Still Life and Methamorphosis,Evan Janis Fine Art, ciudad de Nueva York, E.U.A. (1990)
- Photomorphosis, Montgomery College, Maryland, E.U.A. (1990)
- Moving Painting, Centre Pompidou, París, Francia (1989)
- Paper Murals, Fashion Moda, ciudad de Nueva York, E.U.A. (1983)
- Gedankengut in Öl und Gummi, Schloß Gartow, Gartow, Alemania (1982)

## Recopilaciones de Vídeo
- Play - Peter Gabriel
- US - Peter Gabriel (1992)
- Black Box - Suicide (1990)

## Filmografía
- 2015 Double Trouble - When 6 is 9 Productions
- 2011 Das Schweigen - When 6 is 9 Productions
- 2010 Lindenhotel - When 6 is 9 Productions
- 2009 Let There be Light - When 6 is 9 Productions, Rohkunstbau
- 2007 Memory Breakdown - When 6 is 9 Productions, Musik: Martin Rev
- 2004 Die Rote Kapelle - ZDF, When 6 is 9 Productions, Hybrid Films, Musik: Martin Rev
- 1999 Cabezera Raquel - Hervè Hachuel
- 1999 Seeds - Audra Allen, Stefan Roloff, Musik: Peter Gordon
- 1997 Mirage - When 6 is 9 Productions, WW Productions, Musik: Martin Rev
- 1997 Liquid - When 6 is 9 Productions, WW Productions, Musik: Martin Rev
- 1995 The Year of the Stone - Audra Allen, Stefan Roloff
- 1993 Meditation in the Roaring Twenties - Eva Müller, When 6 is 9 Productions
- 1992 What's Going on? - Stageways Productions, Musik: Martin Rev
- 1992 The Visit -REBO High Definition Studio, Stefan Roloff, Musik: Martin Rev
- 1989 Dominic Christ - Video zur Suicide LD "A Way of Life", When 6 is 9 Productions
- 1989 Surrender - Video zur Suicide LP "A Way of Life", When 6 is 9 Productions
- 1989 ZAAR - Video der Peter Gabriel LP "Passion"
- 1989 Fireball - Stefan Roloff, Eric Spiegel, Musik: Jim O’Rourke
- 1989 Still Life- When 6 is 9 Productions, Eric Spiegel, Musik: Martin Rev
- 1987 Lunch - When 6 is 9 Productions, Eric Spiegel
- 1987 Leben und Tod von Ludwig van Beethoven - When 6 is 9 Productions, Musik: Joe Robiller
- 1987 The Room Mate, When 6 is 9 Productions, Musik: Walter Steding
- 1985 Big Fire - NYIT, Stefan Roloff, Musik: Andrew Cyrille
- 1984 The Face - NYIT, Peter Gabriel, Stefan Roloff
- 1980 Fopo Fever - Stefan Roloff, Musik: Anja Kiessling, Leo Lehr, Kurt Herkenberg
- 1978  Die Dicke - Stefan Roloff, Musik: Joe Robiller, Anja Kiessling, Leo Lehr

## Publicaciones
- 2007 Memory Breakdown - When 6 is 9 Productions, Musik: Martin Rev
- 2004 Die Rote Kapelle - ZDF, When 6 is 9 Productions, Hybrid Films, Musik: Martin Rev
- 1999 Cabezera Raquel - Hervè Hachuel
- 1999 Seeds - Audra Allen, Stefan Roloff, Musik: Peter Gordon
- 1997 Mirage - When 6 is 9 Productions, WW Productions, Musik: Martin Rev
- 1997 Liquid - When 6 is 9 Productions, WW Productions, Musik: Martin Rev
- 1995 The Year of the Stone - Audra Allen, Stefan Roloff
- 1993 Meditation in the Roaring Twenties - Eva Müller, When 6 is 9 Productions
- 1992 What's Going on? - Stageways Productions, Musik: Martin Rev
- 1992 The Visit -REBO High Definition Studio, Stefan Roloff, Musik: Martin Rev
- 1989 Dominic Christ - Video zur Suicide LD "A Way of Life", When 6 is 9 Productions
- 1989 Surrender - Video zur Suicide LP "A Way of Life", When 6 is 9 Productions
- 1989 ZAAR - Video der Peter Gabriel LP "Passion"
- 1989 Fireball - Stefan Roloff, Eric Spiegel, Musik: Jim O’Rourke
- 1989 Still Life- When 6 is 9 Productions, Eric Spiegel, Musik: Martin Rev
- 1987 Lunch - When 6 is 9 Productions, Eric Spiegel
- 1987 Leben und Tod von Ludwig van Beethoven - When 6 is 9 Productions, Musik: Joe Robiller
- 1987 The Room Mate, When 6 is 9 Productions, Musik: Walter Steding
- 1985 Big Fire - NYIT, Stefan Roloff, Musik: Andrew Cyrille
- 1984 The Face - NYIT, Peter Gabriel, Stefan Roloff
- 1980 Fopo Fever - Stefan Roloff, Musik: Anja Kiessling, Leo Lehr, Kurt Herkenberg
- 1978  Die Dicke - Stefan Roloff, Musik: Joe Robiller, Anja Kiessling, Leo Lehr

## Becas
- MEDIA, Bruselas (208)
- BKM Stipendium, Berlín (2006)
- Jerome Foundation, New York City Media Arts Grant (2002)
- Art Matters Grant (1995)
- Fellowship, New York Foundation for the Arts (1989)

## Libros
- Beyond the Wall, Kunst darf alles e. V. Berlin, Germany (2017)
- Flight, Westwendischer Kunstverein Gartow, Germany (2017)
- XVII Rohkunstbau', Berlín (2010), ISBN 978-3-89930-306-3
- Linden Hotel, Potsdam Museum y Fördergemeinschaft Lindentrasse 54 (2010)
- Stefan Roloff, Videos 1978 – 2008, Galería Deschler, Berlín (2009), ISBN 3000268855
- Stefan Roloff: Veränderte Zustände/Altered States, Rasch Verlag, Bramsche (2004), ISBN 3899460197
- Rote Kapelle.  Die Widerstandsgruppe im Dritten Reich und die Geschichte Helmut Roloffs., Econ Ullstein List Verlag, Múnich (2002), ISBN 355007543x
- When 6 Is 9, Galería Deschler, Berlín (2001)
- Volume Three, Pierogi Press, Nueva York (1999)[4]
- Transsexual Exprès, Bilboarte, Bilbao (1998)
- Pence Springs Resort, Thread Waxing Space, Nueva York (1995)
- Nuestro Planeta Cotidiano, Casa de Cultura Basauri, Bilbao (1992)
- Stefan Roloff, Works, 1982-92 The Seed Hall, Tokio(1992)
- Atlas, Art Gallery of Hamilton, Canadá (1990)
- The Photography of Invention, National Museum of American Art, Washington D. C. (1989)
- Dritte Videonale, Kunstmuseum Bonn, Bonn (1988)
- The Second Emerging Expression Biennial, Museo del Bronx, Nueva York (1988)
- Stefan Roloff, Ausstellungen Schinckestraße, Berlín (1987)
- Digital Visions, Museo Everson, Nueva York (1987)
- Zweite Videonale, Kunstmuseum Bonn, Bonn (1986)
- Stefan Roloff, Art Palace, Nueva York (1984)
- Internationales Plastik Symposium, Städtisches Museum Lindau, Lindau (1983)
- Dimensionen des Plastischen, Staatliche Kunsthalle, Berlín (1981)
- Gedankengut in Öl und Gummi, Schloß Gartow, Gartow (1981)